# Elecciones municipales de Venezuela de 1979
Las elecciones municipales de Venezuela de 1979 se realizaron el 3 de junio de 1979, para elegir a los concejales municipales, siendo las primeras elecciones locales realizadas separadamente de las elecciones generales (anteriormente, elegían conjuntamente al Presidente de la República, senadores y diputados, y miembros de las Asambleas legislativas).

## Historia
Fue la tercera victoria electoral de Copei, dicho partido obtiene la mayoría en casi todos los Consejos, mientras que AD sufre una caída vertiginosa en relación con las elecciones de diciembre, en las que había quedado casi igualada con Copei, perdiendo cerca de 800 000 votos. También, los partidos de izquierda obtienen el 13 %, el porcentaje más alto desde 1968.

## Resultados
Los resultados oficiales son los siguientes:
|  | 49.04 % |

|  | 30.17 % |

|  | 9.65 % |

|  | 2.31 % |

|  | 2.08 % |

|  | 1.79 % |

|  | 1.22 % |

|  | 3.68 % |

|  | 70.56 % |